# 小行星3426
小行星3426（3426 Seki）是一颗围绕太阳公转的小行星。1932年2月5日，卡爾·威廉·萊茵姆特在海德堡发现了此天体。
該小行星以日本業餘天文學家關勉命名。
这颗小行星的绝对星等为260.7467804730243等。